# Probabilité de précipitations
La probabilité de précipitations (PdP) correspond au degré de confiance que des précipitations mesurables (0,2 mm de pluie ou 0,2 cm de neige) affectent un point quelconque d'une région pour laquelle une prévision météorologique fut émise. Elle est surtout utilisée pour les précipitations convectives, averses ou orages, qui sont plus aléatoires et de courte durée. Le PdP est calculé par les modèles de prévision numérique du temps à partir d'un ensemble de situations météorologiques similaires dans le passé où il a, ou non, plu ou neigé.
Ce concept exprimant l’incertitude inhérente à une prévision de précipitation fut appliqué en premier aux États-Unis en 1966 par le Weather Bureau (devenu depuis le National Weather Service). Il s'est répandu à travers les autres services météorologiques dans les années 1970-80 avec l'améliorations des modèles de prévision.

## Description
L'atmosphère est un fluide comportant un ensemble de paramètres comme la température, la pression et l'humidité. Les lois régissant son comportement sont gouvernées par une série d'équations mathématiques qui peuvent être résolues par des modèles mathématiques en utilisant des superordinateurs. Cependant, même si la résolution de nos données a augmenté exponentiellement depuis les années 1950, l’état de l’atmosphère comporte une partie aléatoire associée à la théorie du chaos et des phénomènes qui se produisent à une échelle inférieure à celle de la grille des modèles. Il faut donc utiliser une paramétrisation qui laisse place à une probabilité de réalisation dans la prévision.
Le PdP doit être interprété comme la probabilité de précipitations tombant en un point géographique précis durant la période de la prévision. Présentées sous forme de pourcentages, les probabilités de précipitations donnent ainsi une information complémentaire sur la confiance dans la prévision de précipitations :
- lorsque la probabilité de précipitations est inférieure à 50 %, les averses qui se développent sont éparses dans la région et très peu probables en un point précis ;
- lorsque la probabilité de précipitations est supérieure à 50 %, les averses deviennent de plus en plus probables en chaque point.

Le PdP est mentionné pour chaque période de prévision également. Ainsi, la prévision à court terme est généralement divisée en période de 6 à 12 heures (jour, soir, nuit, lendemain). Il y aura donc une probabilité pour chacune de ces périodes. Pour le moyen terme, jours 3 à 7, le PdP couvrira des périodes plus longues de 12 ou 24 heures. Par exemple :
« Nuageux avec 40% de probabilité aujourd'hui, 60% ce soir et cette nuit. Dégagement demain avec 30 % de probabilité d'averses le matin. »

### Usage par pays
La formulation dans les prévisions météorologiques varie d'un pays à l'autre. Ainsi le Service météorologique du Canada, n'utilise la probabilité de précipitation que pour la gamme de 30 à 70 %, par incréments de 10 %, mais excluant 50 %. Plus bas que 30 %, la possibilité de précipitation est considérée négligeable et au-delà de 70 % elle devient certaine.
Par contre aux États-Unis, le National Weather Service, mentionne le PdP de 10 à 90 % par incréments de 10 % et fournit même des prévisions horaires du PdP, surtout pour les événements convectifs comme les orages.

### Fausse interprétation
Le PdP est parfois faussement interprété dans le public comme un pourcentage du temps, ou de la région, où il pleuvra ou neigera durant la période de prévision,. C'est donc une mauvaise interprétation de penser qu'une prévision de 40 % de PdP veut dire qu'il pleuvera 40 % du temps ou sur 40 % de la région.